# Scathophaga striatipes
Scathophaga striatipes är en tvåvingeart som först beskrevs av Becker 1894.  Scathophaga striatipes ingår i släktet Scathophaga och familjen kolvflugor.
Artens utbredningsområde är Österrike. Inga underarter finns listade i Catalogue of Life.